# Robert Knapp
Robert Knapp (Los Angeles, 24 gennaio 1924 – Glendale, 17 maggio 2001) è stato un attore statunitense.
Ha recitato in oltre 20 film dal 1951 al 1972 ed è apparso in 64 serie televisive dal 1952 al 1976. Ha interpretato l'agente Noel McDonald nella serie televisiva F.B.I.. È stato accreditato anche con i nomi Bob Knapp e Robert 'Big Daddy' Knapp.

## Filmografia

### Cinema
- Rogue River, regia di John Rawlins (1951)
- La città che scotta (FBI Girl), regia di William Berke (1951)
- I figli della gloria (Fixed Bayonets!), regia di Samuel Fuller (1951)
- Lo sprecone (Just This Once), regia di Don Weis (1952)
- Sangue sotto la luna (Without Warning!), regia di Arnold Laven (1952)
- Strano fascino (Strange Fascination), regia di Hugo Haas (1952)
- I Love Melvin, regia di Don Weis (1953)
- Mesa of Lost Women, regia di Ron Ormond, Herbert Tevos (1953)
- Thy Neighbor's Wife, regia di Hugo Haas (1953)
- Silent Raiders, regia di Richard Bartlett (1954)
- La lunga linea grigia (The Long Gray Line), regia di John Ford (1955)
- Vento di terre lontane (Jubal), regia di Delmer Daves (1956)
- Il grido delle aquile (Screaming Eagles), regia di Charles F. Haas (1956)
- Confidential: anonima scandali (Scandal Incorporated), regia di Edward Mann (1956)
- La pista dei Tomahawks (Tomahawk Trail), regia di Lesley Selander (1957)
- Rivolta a Fort Laramie (Revolt at Fort Laramie), regia di Lesley Selander (1957)
- Jeff Blain il figlio del bandito (Outlaw's Son), regia di Lesley Selander (1957)
- Gli sterminatori dei comanches (The Rawhide Trail), regia di Robert Gordon (1958)
- Giovani delinquenti (Hot Car Girl), regia di Bernard L. Kovalski (1958)
- Il pistolero di Laredo (Gunmen from Laredo), regia di Wallace MacDonald (1959)
- The Threat, regia di Charles R. Rondeau (1960)
- Airport, regia di George Seaton (1970)
- The Stoolie, regia di John G. Avildsen, George Silano (1972)

### Televisione
- Space Patrol – serie TV, un episodio (1952)
- Schlitz Playhouse of Stars – serie TV, un episodio (1953)
- Ramar of the Jungle – serie TV, un episodio (1953)
- Hopalong Cassidy – serie TV, 2 episodi (1954)
- The Public Defender – serie TV, 2 episodi (1954)
- Dragnet – serie TV, 5 episodi (1953-1955)
- Stories of the Century – serie TV, un episodio (1955)
- TV Reader's Digest – serie TV, episodio 1x08 (1955)
- Le avventure di Rin Tin Tin (The Adventures of Rin Tin Tin) – serie TV, un episodio (1955)
- Damon Runyon Theater – serie TV, episodio 1x02 (1955)
- Treasury Men in Action – serie TV, 2 episodi (1955)
- La pattuglia della strada (Highway Patrol) – serie TV, un episodio (1955)
- I segreti della metropoli (Big Town) – serie TV, un episodio (1955)
- Navy Log – serie TV, episodi 1x01-2x01 (1955-1956)
- Lassie – serie TV, un episodio (1956)
- The Roy Rogers Show – serie TV, 3 episodi (1956)
- Dr. Hudson's Secret Journal – serie TV, un episodio (1957)
- Official Detective – serie TV, un episodio (1957)
- The Court of Last Resort – serie TV, episodio 1x05 (1957)
- Broken Arrow – serie TV, un episodio (1957)
- Casey Jones – serie TV, un episodio (1957)
- The Gray Ghost – serie TV, episodio 1x10 (1957)
- The Silent Service – serie TV, 2 episodi (1957-1958)
- Boots and Saddles – serie TV, 2 episodi (1957-1958)
- Behind Closed Doors – serie TV, un episodio (1958)
- Flight – serie TV, 2 episodi (1959)
- The Millionaire – serie TV, un episodio (1959)
- Border Patrol – serie TV, un episodio (1959)
- Frontier Doctor – serie TV, un episodio (1959)
- Il tenente Ballinger (M Squad) – serie TV, 2 episodi (1958-1959)
- Death Valley Days – serie TV, un episodio (1960)
- Black Saddle – serie TV, un episodio (1960)
- The Rifleman – serie TV, un episodio (1960)
- L'uomo e la sfida (The Man and the Challenge) – serie TV, episodio 1x25 (1960)
- Avventure in fondo al mare (Sea Hunt) – serie TV, un episodio (1960)
- June Allyson Show (The DuPont Show with June Allyson) – serie TV, episodio 2x04 (1960)
- Michael Shayne - serie TV episodio 1x09 (1960)
- The Aquanauts – serie TV, episodio 1x10 (1960)
- Surfside 6 – serie TV, episodio 1x16 (1961)
- Coronado 9 – serie TV, un episodio (1961)
- Lock Up – serie TV, episodi 2x20-2x34 (1961)
- Everglades – serie TV, episodio 1x05 (1961)
- King of Diamonds – serie TV, un episodio (1962)
- Hawaiian Eye – serie TV, 2 episodi (1959-1962)
- G.E. True – serie TV, episodio 1x03 (1962)
- Cheyenne – serie TV, 2 episodi (1961-1962)
- Laramie – serie TV, 3 episodi (1959-1963)
- Indirizzo permanente (77 Sunset Strip) – serie TV, episodio 5x36 (1963)
- Perry Mason – serie TV, 3 episodi (1959-1963)
- Ben Casey – serie TV, episodio 3x15 (1963)
- Sotto accusa (Arrest and Trial) – serie TV, episodio 1x30 (1964)
- The Crisis (Kraft Suspense Theatre) – serie TV, un episodio (1964)
- I giorni della nostra vita (Days of Our Lives) – serie TV, 9 episodi (1965)
- I giorni di Bryan (Run for Your Life) – serie TV, 2 episodi (1965-1967)
- Gli invasori (The Invaders) – serie TV, 2 episodi (1967)
- Dragnet 1967 – serie TV, 4 episodi (1967)
- Pattuglia del deserto (The Rat Patrol) – serie TV, 2 episodi (1967-1968)
- Marcus Welby (Marcus Welby, M.D.) – serie TV, un episodio (1969)
- Adam-12 – serie TV, un episodio (1970)
- Giovani ribelli (The Young Rebels) – serie TV, un episodio (1970)
- Gunsmoke – serie TV, 7 episodi (1962-1971)
- Bonanza – serie TV, 2 episodi (1959-1971)
- F.B.I. (The F.B.I.) – serie TV, 12 episodi (1965-1972)
- Switch – serie TV, un episodio (1976)